# Gestión de negocios
En la gestión de negocios una persona asume oficiosamente la gestión de un negocio ajeno por un motivo razonable, sin intención de hacer una liberalidad y sin estar autorizada ni obligada, convencional o legalmente.
Toda persona capaz de contratar, que se encarga sin mandato de la gestión de un negocio que directa o indirectamente se refiere al patrimonio de otro, sea que el dueño del negocio tenga conocimiento de la gestión o la ignore, se somete a todas las obligaciones que la aceptación de un mandato importa al mandatario.

## Objeto
La gestión puede tener como objeto la realización de actos, tanto materiales como jurídicos. Esto implica una diferencia respecto al mandato, que sólo puede referirse a la ejecución de actos jurídicos. Un ejemplo está dado por aquel que se ocupa de realizar refacciones en el inmueble de otro, en ausencia de éste.

## Efectos
El gestor no está obligado a iniciar el negocio, pero una vez comenzada su obra, debe continuarla y acabarla, por lo menos hasta que el dueño pueda retomar por sí mismo el asunto. Se evitan así perjuicios mayores que pudieran resultar de una ejecución parcial.
Obligaciones del gestor
- Avisar sin demora al dueño del negocio que asumió la gestión;
- Actuar conforme a la conveniencia y a la intención, real o presunta, del dueño del negocio;
- Continuar la gestión hasta que el dueño del negocio tenga posibilidad de asumirla por sí mismo o, en su caso, hasta concluirla;
- Proporcionar al dueño del negocio información adecuada respecto de la gestión;
- Una vez concluida la gestión, rendir cuentas al dueño del negocio.

Obligaciones del dueño del negocio
- Reembolsar el valor de los gastos necesarios y útiles;
- Liberar o indemnizarle al gestor las obligaciones personales que haya asumido a causa de la gestión (al actuar en su nombre propio, el gestor queda obligado frente a terceros en forma personal);
- Reparar los daños que, por causas ajenas a su responsabilidad, haya sufrido en el ejercicio de la gestión;
- Remunerar, si la gestión corresponde al ejercicio de su actividad profesional, o si es equitativo en las circunstancias del caso.

## Conclusión de la gestión
La gestión concluye cuando
- El dueño le prohíbe al gestor continuar actuando;
- Cuando el negocio concluye.

## Regulaciones

### Argentina
Se encuentra regulado en el Título V del  Código Civil y Comercial de la Nación, capítulo 2, entre los artículos 1781 y 1790. 
La definición brindada en el primer art. indica que "hay gestión de negocios cuando una persona asume oficiosamente la gestión de un negocio ajeno por un motivo razonable, sin intención de hacer una liberalidad y sin estar autorizada ni obligada, convencional o legalmente".
El obrar del sujeto resulta espontáneo, siendo indiferente que el dueño del negocio tenga conocimiento de la gestión o la ignore. Asimismo, la dirección del asunto se efectúa al libre arbitrio del gestor, y si bien lo es por cuenta ajena, se realiza a nombre propio. No se requiere necesariamente la ausencia del dueño del lugar, sino más bien su imposibilidad de actuar al respecto.